# Finsilver
Finsilver är rent, olegerat silver. 100 % silver, eller snarare tekniskt rent silver betecknas 999,9/1000 silver. Finsilver är mycket mjukt och används i solid form, (plåt tråd m m) bl a som detaljer i smycke-, möbel- och textilindustri. Den främsta användningen av finsilver är som elektroder eller upplöst i cyanidlösning vid försilvring inom elektronik- och smyckeindustrin, som legeringsmetall i guld, som myntmetall samt i form av tackor som investeringsobjekt för riksbanker, företag och privatpersoner. Finsilver är ett godkänt färgämne och används även i livsmedelsindustrin på till exempel bakverk och karameller.